# Valiente Peak
Valiente Peak är en bergstopp i Antarktis. Den ligger i Västantarktis. Argentina, Chile och Storbritannien gör anspråk på området. Toppen på Valiente Peak är 2 165 meter över havet.
Terrängen runt Valiente Peak är kuperad. En vik av havet är nära Valiente Peak åt sydväst. Valiente Peak är den högsta punkten i trakten. Trakten är obefolkad. Det finns inga samhällen i närheten. 